# فرودگاه بین‌المللی وینیپگ جیمز آرمسترانگ ریچاردسون
فرودگاه بین‌المللی وینیپگ جیمز آرمسترانگ ریچاردسون  (به انگلیسی: Winnipeg James Armstrong Richardson International Airport) یک فرودگاه همگانی باربری با کد یاتا YWG است که یک باند فرود آسفالت دارد و طول باند آن ۲۶۵۲ متر است. این فرودگاه در شهر وینیپگ کشور کانادا قرار دارد و در ارتفاع ۲۳۹ متری از سطح دریا واقع شده‌است.

## شرکت‌های هواپیمایی و مقصدهای پروازی

### مسافری

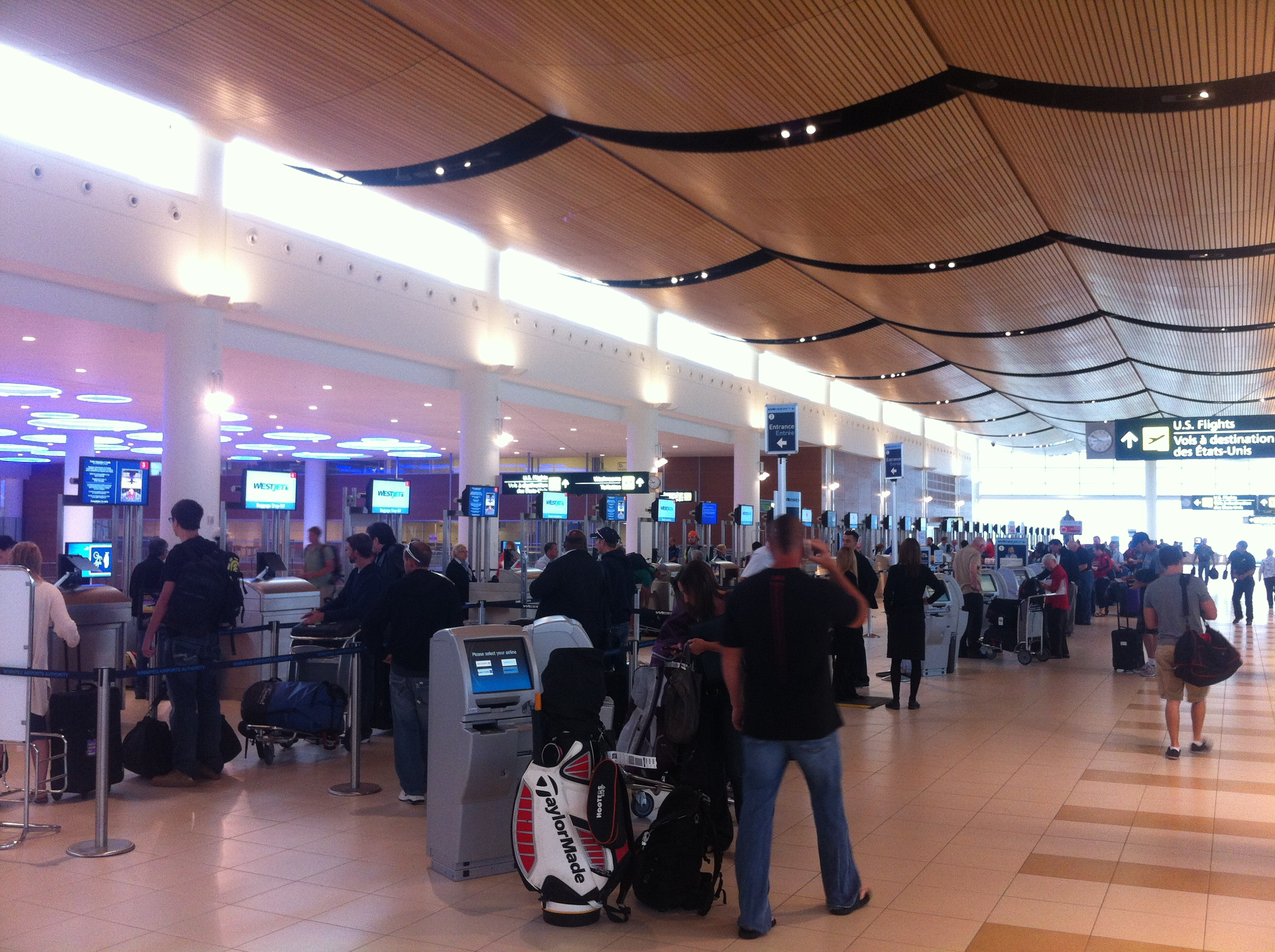
Airline check-in counters at Winnipeg International Airport

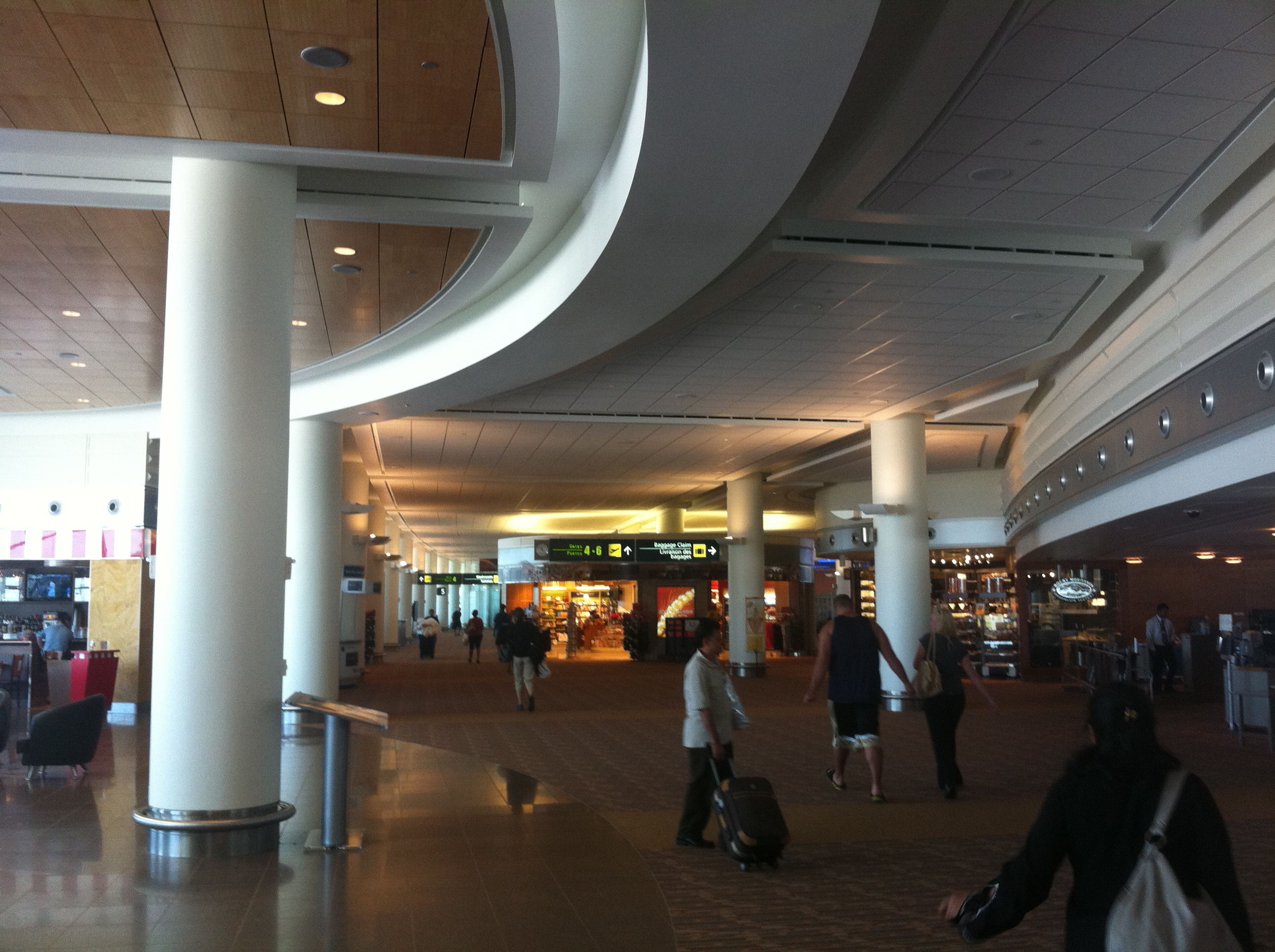
Domestic/International departure gate area in the Main Terminal

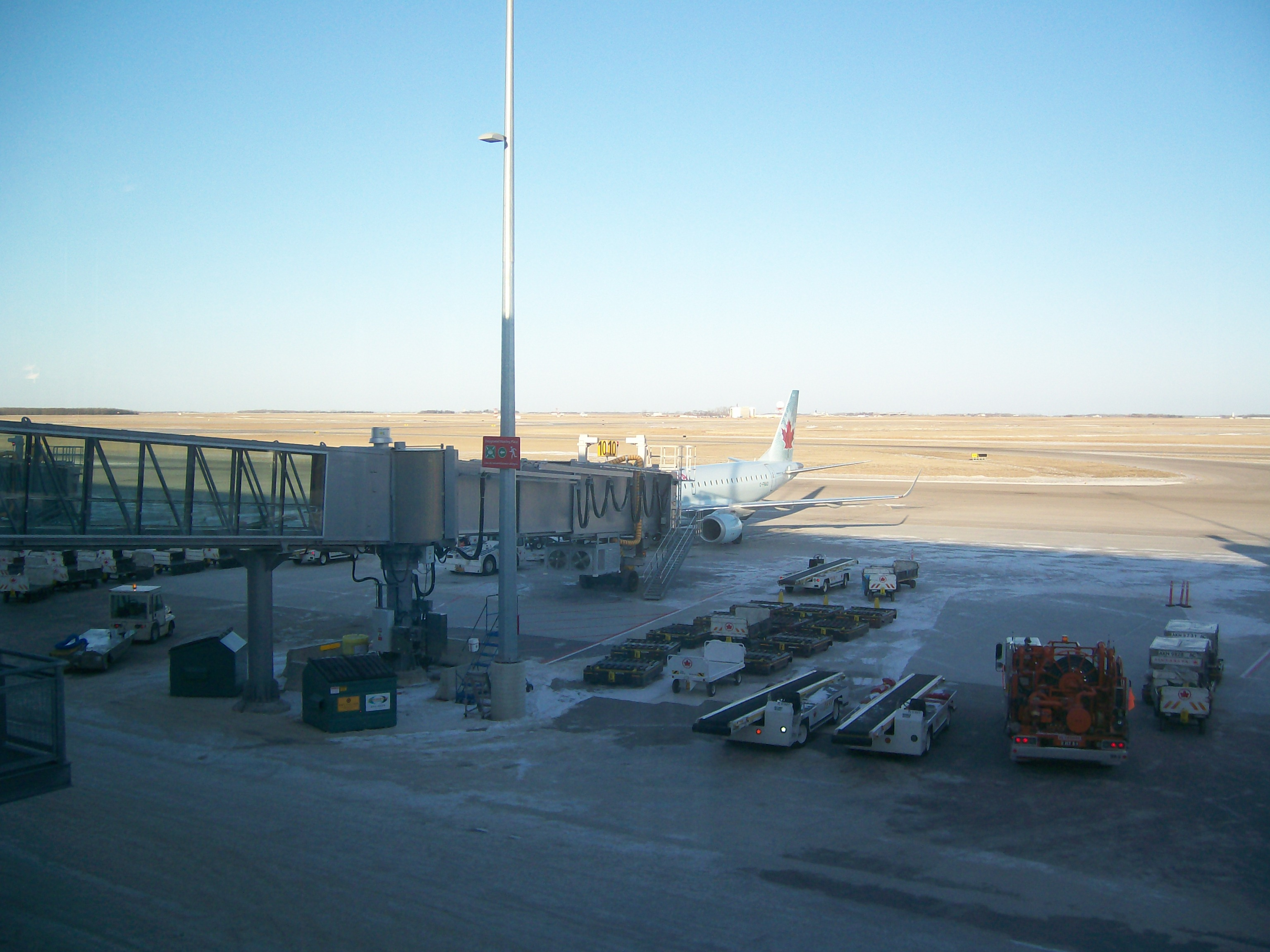
ایر کانادا امبرائر ئی-جت at the gate

| شرکت‌های هواپیمایی            | مقصدهای پروازی |
| ---------------------------- | --- |
| ایر کانادا                   | پیرسون تورنتو، ونکوور فصلی: کانکون، کینتانا رو، سنگستر |
| Air Canada Express           | کالگری، ادمونتون، مونترآل-پییر الیوت ترودو، مک‌دونالد-کارتیر اتاوا، رجاینا، ساسکاتون جان گ. دیفنبکر، تاندر بی، ونکوور |
| Air Transat                  | فصلی: کانکون، کینتانا رو، ال آی سی. گوستاو دیاز اورداز، پونتا کانا، آبل سانتاماریا، خوآن گئوآلبرتو گومس |
| بیرسکین ایرلاینز             | رد لیک |
| Calm Air                     | فلین فلون، گیلام، سنیکیلواق، پاس، تامپسون |
| Calm Air اجرا توسط First Air | وینستون چرچیل، رانکین اینلت |
| دلتا ایرلاینز                | مینیاپولیس−سنت پل |
| دلتا کانکشن                  | مینیاپولیس−سنت پل |
| Flair Airlines               | ابوتسفورد، ادمونتون، جان سی. منرو همیلتن |
| Perimeter Aviation           | برنس ریور، کراس لیک، دیر لیک، آیلند لیک، گادز لیک ناروز، گادز ریور، نورث اسپیریت لیک، نروژ هاوس، آکسفورد هاوس، پیکانگیکوم، رد ساکر لیک، سینت ترزا پوینت، شمتوا، دریاچه سندی |
| سان‌وینگ ایرلاینز             | فصلی: کانکون، کینتانا رو، خاردینز دل ری، فرنک پئیز، باهیاس د هواتولکو، ایکستاپا-سیواتانخو، ژنرال رافائل بولنا، سنگستر، گریگوریو لوپرون، ال آی سی. گوستاو دیاز اورداز، پونتا کانا، لوس کابوس، آبل سانتاماریا، خوآن گئوآلبرتو گومس                                                  |
| یونایتد اکسپرس               | اوهر شیکاگو، دنور |
| واسایا ایرویز                | پیکانگیکوم، دریاچه سندی، سو لوک‌اوت |
| وست جت                       | کالگری، ادمونتون، جان سی. منرو همیلتن، مک‌کاران، مک‌دونالد-کارتیر اتاوا، پیرسون تورنتو، ونکوور فصلی: ابوتسفورد، کانکون، کینتانا رو، هلفکس استانفیلد، کلونا، گاتویک، لندن، سنگستر، مونترآل-پییر الیوت ترودو، اورلاندو، پام اسپرینگز، فینکس اسکای هاربر، ال آی سی. گوستاو دیاز اورداز |
| WestJet Encore               | رجاینا، ساسکاتون جان گ. دیفنبکر، تاندر بی |

### باری
| شرکت‌های هواپیمایی                             | مقصدهای پروازی |
| --------------------------------------------- | --- |
| Cargojet Airways                              | کالگری، ادمونتون، جان سی. منرو همیلتن، ایکالیوت، مونترآل-میرابل، رجاینا، ساسکاتون جان گ. دیفنبکر، تاندر بی، ونکوور |
| Castle Aviation                               | محلی سو فالز |
| فدکس اکسپرس                                   | ممفیس |
| فدکس اکسپرس اجرا توسط Morningstar Air Express | کالگری، ادمونتون، تاندر بی، پیرسون تورنتو                                                                          |
| KF Cargo                                      | کالگری، ونکوور |
| اسکای‌لینک اکسپرس                              | رجاینا، ساسکاتون جان گ. دیفنبکر                                                                                    |
| Suburban Air Freight                          | مینیاپولیس−سنت پل                                                                                                  |
| یوپی‌اس ایرلاینز                               | لوئیویل، مینیاپولیس−سنت پل، صحرایی اپلی                                                                            |